# Rho (Itàlia)
Rho ([rɔ]) és un municipi italià, situat a la ciutat metropolitana de Milà i la regió de la Llombardia. L'any 2006 tenia 50.345 habitants.